# Norbert Schmidt-Relenberg
Norbert Schmidt-Relenberg (* 10. April 1931; † 3. April 2020), ab Mai 2008 Norbert Relenberg, war ein deutscher Soziologe und Schriftsteller.

## Leben
Nach der Promotion (Die Berufstätigkeit der Frau als soziologisches Problem) zum Dr. phil. in Stuttgart 1960 und Habilitation in Hamburg 1968 war er dort von 1968 bis 1972 Privatdozent für Soziologie und von 1972 bis 1973 Professor für Soziologie. 1973 wechselte er nach Gießen.

## Schriften (Auswahl)
- Soziologie und Städtebau. Versuch einer systematischen Grundlegung. Stuttgart/Berlin, 1968.
- Gemeinschaftsorientiertes Wohnen. Stuttgart 1973.
- (mit Christian Luetkens und Klaus-Jürgen Rupp) Familiensoziologie. Eine Kritik. Stuttgart/Berlin/Köln/Mainz 1976, ISBN 3-17-002465-5.
- Todesläufe. Gießen 1982, ISBN 3-88349-292-2.
- Der Scheich. Ein Verbrecher in Latinien. Aus latinianischen Aufzeichnungen und den Memoiren von Sven Larsen. Roman. Saint Laurent des Arbres 2002, ISBN 3-8311-4632-2.
- Sebastian in Arnstadt. Noten zum jungen Bach. Berlin 2010, ISBN 978-3-942234-01-6.
- Geständnisse eines Scharlatans oder: Leben, Abenteuer und Ansichten des Lewin Allenburg. Intermezzo scherzando. Berlin 2013, ISBN 978-3-942234-07-8.